# Charlie Coe
Charles Robert Coe (Ardmore, Oklahoma, 26 oktober 1923 - Oklahoma City, 16 mei 2001) was een van de beste amateur-golfers ter wereld.
Charlie Coe zat nog op school toen hij in 1941 het Oklahoma State Championship won. Daarna werd hij piloot. Na de oorlog studeerde hij tot 1948 aan de Universiteit van Oklahoma. Hij ging werken voor een oliebedrijf, waar hij als manager eindigde. Hij was lid van de Castle Pines Golf Club.

## Golfcarrière
Zijn eerste grote overwinning behaalde hij in 1947 toen hij het Trans-Mississippi Amateur op zijn naam schreef. In 1949, 1952 en 1956 won hij het opnieuw. 

In 1949 won hij het US Amateur Kampioenschap in Rochester (New York). In 1958 won hij het op de Olympic Club.
Coe deed zeventien keer mee aan de Masters, slechts drie keer kwalificeerde hij zich niet voor het weekend, vijf keer eindigde hij als beste amateur (1949, 1951, 1959, 1961 en 1962). Zijn beste resultaat was een tweede plaats in 1961 achter Gary Player en een zesde plaats in 1959. Hij speelde slechts tweemaal in het US Open, in 1958 werd hij dertiende en was hij de beste amateur.
Coe speelde tweemaal het Brits Amateur Kampioenschap, In 1951 eindigde hij op de tweede plaats, in 1959 werd hij 64ste. Hij won zes keer de Walker Cup.
Het baanrecord van de Oklahoma City Golf and Country Club is 59 (-12) en staat op Coe's naam.

### Gewonnen
Onder meer:
- 1941: Oklahoma State Championship
- 1947: Trans-Mississippi Amateur
- 1949: US Amateur, Trans-Mississippi Amateur
- 1950: Western Amateur
- 1952: Trans-Mississippi Amateur
- 1956: Trans-Mississippi Amateur
- 1958: US Amateur
- 1959: US Amateur finalist

### Teams
- Walker Cup: 1949 (winnaar), 1951 (winnaar), 1953 (winnaar), 1959 (winnaar en playing captain), 1961 (winnaar), 1963 (winnaar)
- Eisenhower Trophy: 1958

### Eerbetoon
- Charlie Coe Golf Learning Center, geopend in 1996, vernoemd naar Coe in 1998
- Bobby Jones Award in 1964
- Oklahoma Sports Hall of Fame, 1987
- Charlie Coe Invitational (teams) op de Castle Pines Golf Club.